# Anseflède
Anseflède est une noble franque et la femme de Waratto, maire du palais de Neustrie sous Thierry III.

## Biographie
En 681 le maire du palais Ebroïn est assassiné par Ermenfred, un fonctionnaire du fisc, qui s'enfuit, emporte des biens et se réfugie à la cour d'Austrasie. Les grands du royaume de Neustrie se réunissent et choisissent pour succéder à Ebroïn son parent Waratto, un seigneur de faible pouvoir, afin de garder leur indépendance. Il est cependant un important propriétaire foncier dans la région de Rouen. Normalement la loi franque prévoyait qu'il venge le meurtre de son prédécesseur, ce qui signifiait attaquer l'Austrasie, qui protégeait le meurtrier, mais Waratto préféra faire la paix avec l'Austrasie, gouvernée par le maire du palais Pépin de Herstal.
La situation est assez délicate car les deux royaumes, bien que gouvernés par deux maires du palais le plus souvent ennemis, avaient alors le même roi, Thierry III. La paix conclue ne plait pas à tous les nobles, et une opposition se regroupe autour de Ghislemar, le fils de Waratto, qui renverse son père en 683. Giselmar attaque l'Austrasie et bat Pépin près de Namur en 684, mais il meurt peu après et Waratto redevient maire du palais. Il meurt deux ans plus tard et Anseflède réussit à faire nommer son gendre Berchaire pour lui succéder,,,.
Mais Berchaire tente de revenir à la politique d'Ebroïn, ancien maire du palais, et tente de soumettre les noble au pouvoir central. Le mécontentement augmente, des puissants comme saint Rieul, évêque de Reims, s'exilent et se réfugient en Austrasie, où il incite Pépin de Herstal, maire du palais d'Austrasie, à combattre et à chasser Berchaire.
La guerre est déclarée, et Berchaire est battu par Pépin à Tertry en juin 687. Afin de pouvoir négocier la paix avec Pépin, Anseflède fait assassiner son gendre et marie sa petite-fille Adaltrude, fille de Berchaire et d'Anstrude à Drogon, duc de Champagne, fils de Pépin,. Drogon meurt en 708 et Adaltrudre probablement peu de temps après. Anseflède prend en charge l'éducation de son arrière-petit-fils Hugues et probablement celle de ses frères,.

## Généalogie
|                                      |                                      |                                      |                                      |                                      |                                      |                                          |                                          |                                          |                                          |                                          |                                          |                               |                               |                                            |                                            |                                            |                                            |                                            |                                            |               |               | Waratto maire du palais Neustrie († 686) | Waratto maire du palais Neustrie († 686) | Waratto maire du palais Neustrie († 686) | Waratto maire du palais Neustrie († 686) | Waratto maire du palais Neustrie († 686) | Waratto maire du palais Neustrie († 686) |                           |                           | Anseflède                                  | Anseflède                                  | Anseflède                                  | Anseflède                                  | Anseflède                                  | Anseflède                                  |  |  |  |  |
|                                      |                                      |                                      |                                      |                                      |                                      |                                          |                                          |                                          |                                          |                                          |                                          |                               |                               |                                            |                                            |                                            |                                            |                                            |                                            |               |               | Waratto maire du palais Neustrie († 686) | Waratto maire du palais Neustrie († 686) | Waratto maire du palais Neustrie († 686) | Waratto maire du palais Neustrie († 686) | Waratto maire du palais Neustrie († 686) | Waratto maire du palais Neustrie († 686) |                           |                           | Anseflède                                  | Anseflède                                  | Anseflède                                  | Anseflède                                  | Anseflède                                  | Anseflède                                  |  |  |  |  |
|                                      |                                      |                                      |                                      |                                      |                                      |                                          |                                          |                                          |                                          |                                          |                                          |                               |                               |                                            |                                            |                                            |                                            |                                            |                                            |               |               |                                          |                                          |                                          |                                          |                                          |                                          |                           |                           |                                            |                                            |                                            |                                            |                                            |                                            |  |  |  |  |
|                                      |                                      |                                      |                                      |                                      |                                      |                                          |                                          |                                          |                                          |                                          |                                          |                               |                               |                                            |                                            |                                            |                                            |                                            |                                            |               |               |                                          |                                          |                                          |                                          |                                          |                                          |                           |                           |                                            |                                            |                                            |                                            |                                            |                                            |  |  |  |  |
|                                      |                                      |                                      |                                      |                                      |                                      | Pépin de Herstal maire du palais († 714) | Pépin de Herstal maire du palais († 714) | Pépin de Herstal maire du palais († 714) | Pépin de Herstal maire du palais († 714) | Pépin de Herstal maire du palais († 714) | Pépin de Herstal maire du palais († 714) |                               |                               | Berchaire maire du palais Neustrie († 687) | Berchaire maire du palais Neustrie († 687) | Berchaire maire du palais Neustrie († 687) | Berchaire maire du palais Neustrie († 687) | Berchaire maire du palais Neustrie († 687) | Berchaire maire du palais Neustrie († 687) |               |               | Anstrude                                 | Anstrude                                 | Anstrude                                 | Anstrude                                 | Anstrude                                 | Anstrude                                 |                           |                           | Ghislemar maire du palais Neustrie († 685) | Ghislemar maire du palais Neustrie († 685) | Ghislemar maire du palais Neustrie († 685) | Ghislemar maire du palais Neustrie († 685) | Ghislemar maire du palais Neustrie († 685) | Ghislemar maire du palais Neustrie († 685) |  |  |  |  |
|                                      |                                      |                                      |                                      |                                      |                                      | Pépin de Herstal maire du palais († 714) | Pépin de Herstal maire du palais († 714) | Pépin de Herstal maire du palais († 714) | Pépin de Herstal maire du palais († 714) | Pépin de Herstal maire du palais († 714) | Pépin de Herstal maire du palais († 714) |                               |                               | Berchaire maire du palais Neustrie († 687) | Berchaire maire du palais Neustrie († 687) | Berchaire maire du palais Neustrie († 687) | Berchaire maire du palais Neustrie († 687) | Berchaire maire du palais Neustrie († 687) | Berchaire maire du palais Neustrie († 687) |               |               | Anstrude                                 | Anstrude                                 | Anstrude                                 | Anstrude                                 | Anstrude                                 | Anstrude                                 |                           |                           | Ghislemar maire du palais Neustrie († 685) | Ghislemar maire du palais Neustrie († 685) | Ghislemar maire du palais Neustrie († 685) | Ghislemar maire du palais Neustrie († 685) | Ghislemar maire du palais Neustrie († 685) | Ghislemar maire du palais Neustrie († 685) |  |  |  |  |
|                                      |                                      |                                      |                                      |                                      |                                      |                                          |                                          |                                          |                                          |                                          |                                          |                               |                               |                                            |                                            |                                            |                                            |                                            |                                            |               |               |                                          |                                          |                                          |                                          |                                          |                                          |                           |                           |                                            |                                            |                                            |                                            |                                            |                                            |  |  |  |  |
|                                      |                                      |                                      |                                      |                                      |                                      | Drogon duc de Champagne (670 † 708)      | Drogon duc de Champagne (670 † 708)      | Drogon duc de Champagne (670 † 708)      | Drogon duc de Champagne (670 † 708)      | Drogon duc de Champagne (670 † 708)      | Drogon duc de Champagne (670 † 708)      |                               |                               |                                            |                                            |                                            |                                            | Adaltrude                                  | Adaltrude                                  | Adaltrude     | Adaltrude     | Adaltrude                                | Adaltrude                                |                                          |                                          |                                          |                                          |                           |                           |                                            |                                            |                                            |                                            |                                            |                                            |  |  |  |  |
|                                      |                                      |                                      |                                      |                                      |                                      | Drogon duc de Champagne (670 † 708)      | Drogon duc de Champagne (670 † 708)      | Drogon duc de Champagne (670 † 708)      | Drogon duc de Champagne (670 † 708)      | Drogon duc de Champagne (670 † 708)      | Drogon duc de Champagne (670 † 708)      |                               |                               |                                            |                                            |                                            |                                            | Adaltrude                                  | Adaltrude                                  | Adaltrude     | Adaltrude     | Adaltrude                                | Adaltrude                                |                                          |                                          |                                          |                                          |                           |                           |                                            |                                            |                                            |                                            |                                            |                                            |  |  |  |  |
|                                      |                                      |                                      |                                      |                                      |                                      |                                          |                                          |                                          |                                          |                                          |                                          |                               |                               |                                            |                                            |                                            |                                            |                                            |                                            |               |               |                                          |                                          |                                          |                                          |                                          |                                          |                           |                           |                                            |                                            |                                            |                                            |                                            |                                            |  |  |  |  |
|                                      |                                      |                                      |                                      |                                      |                                      |                                          |                                          |                                          |                                          |                                          |                                          |                               |                               |                                            |                                            |                                            |                                            |                                            |                                            |               |               |                                          |                                          |                                          |                                          |                                          |                                          |                           |                           |                                            |                                            |                                            |                                            |                                            |                                            |  |  |  |  |
| Arnulf duc (des Burgondes ?) († 723) | Arnulf duc (des Burgondes ?) († 723) | Arnulf duc (des Burgondes ?) († 723) | Arnulf duc (des Burgondes ?) († 723) | Arnulf duc (des Burgondes ?) († 723) | Arnulf duc (des Burgondes ?) († 723) |                                          |                                          | Hugues arch. de Rouen († 730)            | Hugues arch. de Rouen († 730)            | Hugues arch. de Rouen († 730)            | Hugues arch. de Rouen († 730)            | Hugues arch. de Rouen († 730) | Hugues arch. de Rouen († 730) |                                            |                                            | Pépin († 723)                              | Pépin († 723)                              | Pépin († 723)                              | Pépin († 723)                              | Pépin († 723) | Pépin († 723) |                                          |                                          | Godefried (.. 708-723 ..)                | Godefried (.. 708-723 ..)                | Godefried (.. 708-723 ..)                | Godefried (.. 708-723 ..)                | Godefried (.. 708-723 ..) | Godefried (.. 708-723 ..) |                                            |                                            |                                            |                                            |                                            |                                            |  |  |  |  |

### Sources
- "Continuation de la Chronique Frédégaire" (vers 760) :

« Ebroin aussi opprimait davantage les Francs, avec une cruauté sans limites, jusqu'au jour enfin où il se fait menaçant pour le Franc Ermenfred, qu'il s'apprête à dépouiller de ses biens. Celui-ci, après avoir pris conseil avec les siens, rassembla de nuit une troupe d'alliés, se jeta pendant la nuit sur Ebroin et le tua. Après l'avoir supprimé, il se rendit auprès du duc Pépin, en Austrasie, chargé de présents. . »

« Devant la situation, les Francs tinrent conseil et établirent à sa place, à la mairie du palais, Waratto, un homme en vue. Pour cela, ledit Waratto reçut des otages du duc Pépin et la paix fut conclue de part et d'autre. Waradon avait un fils, nommé Gislemar, adroit et actif, habile dans le conseil, et qui gouvernait le palais à la place de son père ; par son extrême adresse et ses ruses, il parvint à supplanter son père dans sa propre charge. L’évêque saint Ouen lui faisait sur cette action de fréquents reproches, l’engageant à faire la paix et à réclamer le pardon de son père ; mais il n’y consentit pas et persista dans la dureté de son cœur. »

« Il s’éleva entre Pépin et Gislemar bien des contestations et des guerres civiles. Gislemar ayant marché à Namur contre l’armée du duc Pépin, prêta un faux serment, et tua un grand nombre de nobles de cette armée. De là étant retourné chez lui, à cause de sa conduite envers son père et de ses autres méchancetés et fourberies, Gislemar, frappé du jugement de Dieu, comme il l’avait mérité, rendit son âme coupable. À sa mort, son père Waradon rentra dans son ancienne dignité. »

« À cette même époque, ledit Waratto, maire du palais, s'éteignit. Il avait une épouse noble et énergique, nommée Anseflide, dont le gendre, nommé Berchaire, reprit la charge de maire du palais. [...]. »